# Liste der Baudenkmäler in Bayerisch Gmain
Auf dieser Seite sind die Baudenkmäler in der oberbayerischen Gemeinde Bayerisch Gmain zusammengestellt. Diese Tabelle ist eine Teilliste der Liste der Baudenkmäler in Bayern. Grundlage ist die Bayerische Denkmalliste, die auf Basis des Bayerischen Denkmalschutzgesetzes vom 1. Oktober 1973 erstmals erstellt wurde und seither durch das Bayerische Landesamt für Denkmalpflege geführt wird. Die folgenden Angaben ersetzen nicht die rechtsverbindliche Auskunft der Denkmalschutzbehörde.

## Baudenkmäler
| Lage                                                                  | Objekt                            | Beschreibung | Akten-Nr.              | Bild                  |
| --------------------------------------------------------------------- | --------------------------------- | --- | ---------------------- | --------------------- |
| Alpentalstraße 6 (Standort)                                           | Kriegergedächtniskapelle          | Mit Dachreiter, um 1930 | D-1-72-115-3 Wikidata  | weitere Bilder        |
| Berchtesgadener Straße 29 (Standort)                                  | Gasthof Alpgarten                 | Ehemaliger Einfirsthof; traufständiger, zweigeschossiger Satteldachbau mit Kniestock, Zwerchhaus und Giebelbalkon, im Kern vermutlich 2. Hälfte 18. Jahrhundert. 1890 Umbau zum Gasthof unter Einbeziehung älterer Teile. Im Norden angeschlossenes Gästehaus; zweigeschossiger Satteldachbau mit Kniestock und verbrettertem Giebel, Giebel- und Hochlauben sowie polygonalem Standeckerker und Loggia, um 1920; mit Wirtshausgarten. | D-1-72-115-18          | BW                    |
| Dötzenweg (Standort)                                                  | Kapelle, sogenannte Dötzenkapelle | 1616 | D-1-72-115-2 Wikidata  | weitere Bilder        |
| Dötzenweg 1 (Standort)                                                | Bauernhaus                        | Stattliche Anlage, wohl ehemals mit Schopfwalmdach, steinerne Tür- und Fenstergewände, bezeichnet „1709“ | D-1-72-115-1 Wikidata  | Bauernhaus            |
| Lattenbergstraße 7 (Standort)                                         | Wohnhaus                          | Walmdachbau, am Schloss Oberhausen angebaut, 18./19. Jahrhundert; siehe auch Schlossgasse 1 - 14. | D-1-72-115-4 Wikidata  | Wohnhaus              |
| Leopoldstraße 10 a (Standort)                                         | Bildstock                         | Bildstock, Steinstele mit Bildfeld, 1. Hälfte 18. Jahrhundert | D-1-72-115-7 Wikidata  | Bildstock             |
| Leopoldstraße 15 (Standort)                                           | Strohmühle                        | Massiv, angeblich 1679 erbaut | D-1-72-115-6 Wikidata  | Strohmühle            |
| Schlossgasse 1, 2, 3, 4, 5, 6, 7, 8, 9, 10, 11, 12, 13, 14 (Standort) | Schloss Oberhausen                | Baugruppe aus drei größeren Wohngebäuden, rechtwinklig um nach Westen geöffneten Hof geordnet, 14.–17. Jahrhundert (Nr. 1–5 Hauptbau, Nr. 6–8 Zwischenbau, Nr. 9–13 Nordflügel) | D-1-72-115-8 Wikidata  | Schloss Oberhausen    |
| Weißbachstraße (Standort)                                             | Thannenbergkapelle                | Wohl 18. Jahrhundert; mit Ausstattung; zu Haus Nr. 27 gehörig | D-1-72-115-9 Wikidata  | Thannenbergkapelle    |
| Weißbachstraße 29 (Standort)                                          | Ehemaliges Bauernhaus             | Erdgeschossiger Wohnstallbau mit Blockbau-Kniestock, um Mitte 18. Jahrhundert | D-1-72-115-10 Wikidata | Ehemaliges Bauernhaus |
| B 20, bei Hallthurm (Standort)                                        | Kilometersäule                    | Kilometersäule aus Kalkstein, letztes Viertel 19. Jahrhundert. | D-1-72-115-12 Wikidata | weitere Bilder        |
| bei der B 20 (Standort)                                               | Grenzstein                        | Grenzstein 51B der Grenzbereinigung Bayern-Österreich, bezeichnet mit dem Jahr 1851. | D-1-72-115-11          | BW                    |
| bei der B 20 (Standort)                                               | Grenzstein                        | Grenzstein 52B der Grenzbereinigung Bayern-Österreich, bezeichnet mit dem Jahr 1851. | D-1-72-115-13          | BW                    |

## Abgegangene Baudenkmäler
In diesem Abschnitt sind Objekte aufgeführt, die früher einmal in der Denkmalliste eingetragen waren, jetzt aber nicht mehr existieren, z. B. weil sie abgebrochen wurden. Aktennummern in diesem Abschnitt sind ehemalige, jetzt nicht mehr gültige Aktennummern.

| Lage                                | Objekt            | Beschreibung | Akten-Nr.              | Bild              |
| ----------------------------------- | ----------------- | --- | ---------------------- | ----------------- |
| Berchtesgadener Straße 5 (Standort) | Villa Schönleiten | Reich gegliederter, zweigeschossiger Zierfachwerkbau mit hohem, weit vorkragendem Satteldach mit Schleppgauben und Quergiebeln, über hohem Sockelgeschoss mit westlichem Risalit, östlichem, polygonalem Standeckerker und Balkonen, Eingangsrisalit mit verglaster Loggia, nach Osten baulich angeschlossener ehemaliger Stall mit Tenne, im Reformstil und unter Einflüssen von englischen Landhäusern, nach Plänen von Philipp Avril, bezeichnet mit dem Jahr 1905. Im Dezember 2020 abgerissen. | D-1-72-115-17 Wikidata | Villa Schönleiten |